# Quinto Terencio Escauro
Quinto Terencio Escauro fue un célebre gramático latino durante el reinado de Adriano (Aulo Gelio xi.15).
Fue autor de una ars grammatica y comentarios sobre Horacio, la Eneida de Virgilio y quizás Plauto. Se conservan dos fragmentos bajo su nombre, el más extenso sobre la ortografía (De orthographia) y el más corto, principalmente sobre el uso de las preposiciones, de otra obra gramatical. Ambos han sido publicados por Heinrich Keil en Scriptores de orthographia, en el 7º volumen de su Grammatici Latini (Teubner, 1880); De orthographia ha aparecido en una nueva edición preparada por Federico Biddau (Weidmann, 2008).

## Ediciones
- Heinrich Keil (1880). Scriptores de orthographia. Grammatici Latini 7. Teubner; re-issued by Cambridge Library Collection (2010), ISBN 978-1-108-00644-6.
- Federico Biddau (ed.), Q. Terentii Scauri De orthographia (Hildesheim: Weidmann, 2008), Pp. cxiv, 244 (Bibliotheca Weidmanniana, 6, Pars. 5). Review: http://ccat.sas.upenn.edu/bmcr/2008/2008-11-34.html.